# Кладогенеза
Кладогенеза (грч. κλαδος, klados — грана, грч. Γένεσις, genesis — постанак) је облик/начин еволуционог гранања, при коме гране настају адаптивном радијацијом и свака чини нову кладу. Овакав вид грањања се најчешће дешава када се популације нађу у новим, обично удаљеним стаништима, или када се упразне еколошке нише у екосистемима. Данас постоји неколико математичких модела који детаљније објашњавају различите процесе калдогенезе.
Термин кладогенеза је у науку увео Ренш 1947. године. Понекад се термин користи као синоним за постанак врста (специјацију у ужем смислу речи), што није правилна употреба термина - кладогенеза обухвата свако повећање различитости међу популацијама у току еволуционе историје.
Кладогенези се супротном појавом може сматрати анагенеза.

## Пример кладогенезе
Често помињан пример кладогенезе је настанак савремене флоре и фауне хавајског архипелага, који су организми населили постепено, путујући путем океанских струја или ветром. Колонизација је текла напоредо са настанком ових острва. Насељавањем празних станишта (будућих екосистема), већина колонизаторских популација је еволуционо дивергирала од иницијалних (предачких) популација — што је догађај кладогенезе. Велики проценат хавајске флоре и фауне, попут родова хавајских нана, је стога ендемичан — са ареалом који обухвата само једно или неколико хавајских острва.